# Rue de Locarno
La rue de Locarno est une voie marseillaise située dans le 5e arrondissement de Marseille. 

## Situation et accès
Elle prolonge la rue Benoît-Malon à partir de la rue Goudard jusqu’à la rue du Docteur-Simone-Sedan.
Elle est située à la limite des quartiers du Camas et de la Conception et longe de petites résidences.

## Origine du nom
La rue doit son nom à la commune de Locarno, en Suisse.

## Historique
Elle est classée dans la voirie de Marseille le 10 mai 1910.
Elle prend sa dénomination actuelle par délibération du Conseil municipal du 6 juillet 1926. Elle s'appelait auparavant « Traverse de l'Olivier ».

## Bâtiments remarquables et lieux de mémoire
- Au numéro 32 se trouve la clinique Phénicia.